# Tentative de coup d'État de 1929 en Espagne

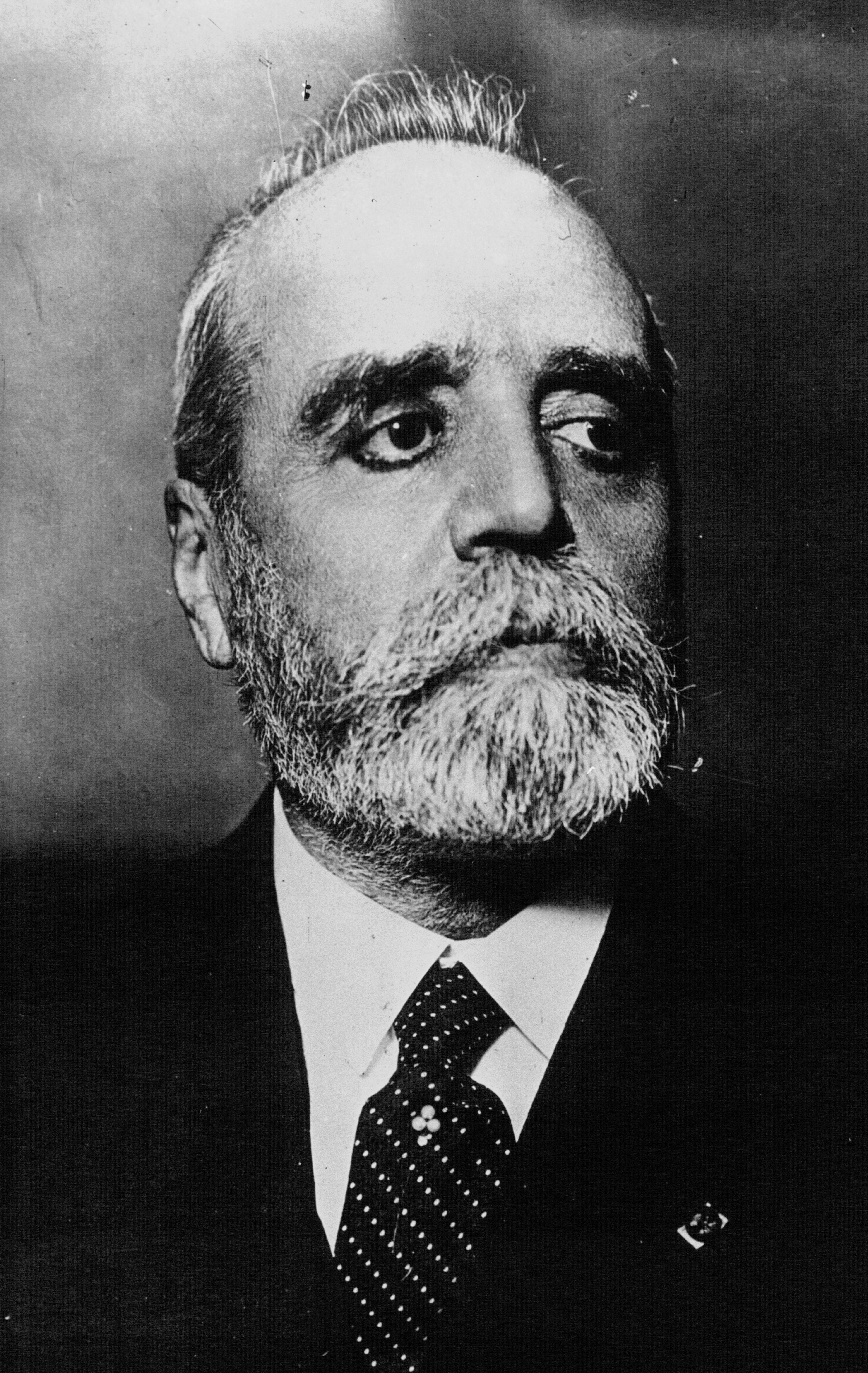
José Sánchez Guerra en 1932.

La tentative de coup d'État de 1929 en Espagne est une conspiration visant à renverser la Dictature de Primo de Rivera via un coup d'État lancé en janvier de cette année et dont le principal promoteur fut le politicien conservateur José Sánchez Guerra.

## Contexte
Dans la deuxième phase de la dictature de Primo de Rivera, le Directoire civil (1925-1930), plusieurs généraux et officiers de l'armée manifestèrent leur désaccord avec la politique du général. Le protagoniste du premier conflit fut le corps d'Artillerie de l'Armée espagnole, en raison de son opposition totale avec le projet de mise en place par la dictature d'une échelle de promotions ouverte promotion — non seulement par l'ancienneté mais aussi par mérites de guerre —. Primo de Rivera répondit d'abord en suspendant tous les officiers du corps en septembre 1926 puis en procédant à sa dissolution. Le roi Alphonse XIII tenta de jouer un rôle d'intermédiaire dans le conflit en proposant une sorte de gentlemen's agreement mais le dictateur s'y opposa radicalement, menaçant de démissionner et rappelant au monarque que l'Armée était sous son commandement. La dissolution du corps d'Artillerie suscita la solidarité d'autres soldats, malgré leur soutien initial à la réforme des promotions, avec les artilleurs. La ratification de la dissolution par le roi fut interprétée par les artilleurs comme une collusion entre le monarque et le dictateur. À la suite de cet épisode, une partie importante des militaires décida de se rapprocher du républicanisme  et l'éloignement entre le roi et le général s'accentua .
La première tentative de coup d'État pour renverser la dictature fut la Sanjuanada, prévue pour le 24 juin 1926, notamment à l'instigation des généraux libéraux Valeriano Weyler et Francisco Aguilera y Egea et d'autres membres éminents de la « vieille politique » comme le réformiste Melquiades Álvarez.
Quelques mois plus tard, eut lieu le complot de Prats de Molló, une tentative d'envahir l'Espagne depuis le Roussillon menée par le leader nationaliste catalan et ancien militaire Francesc Macià et son parti Estat Catalá, à laquelle contribuèrent également des groupes anarcho-syndicalistes catalans de la CNT.
Le retour des coups militaires se trouvait légitimé par la dictature elle-même, qui y avait eu recours pour obtenir sa propre instauration ; « en ce sens, la dictature était comme un retour à la politique du XIXe siècle »,— celle des recours aux pronunciamientos pour obtenir l'alternance politique —.

## La conspiration

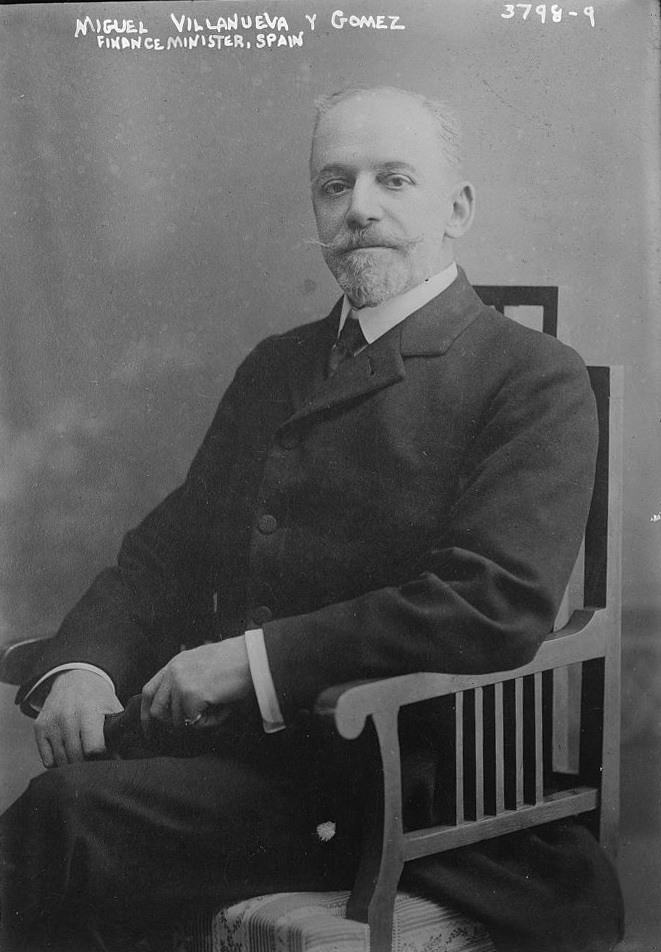
Miguel Villanueva et Gómez, 1915

Parmi les membres des anciens partis « dynastiques » du turno de la Restauration — le Parti libéral et le Parti conservateur — qui s'opposèrent à la dictature se distinguait le conservateur José Sánchez Guerra qui, comme il l'avait promis, s'exila d'Espagne lorsque fut convoquée l'Assemblée nationale consultative en septembre 1927. Depuis l'exil, il commença à promouvoir une conspiration civilo-militaire qui renverserait à la dictature. Il restait en liaison à l'intérieur avec le libéral Miguel Villanueva — ancien ministre du dernier gouvernement constitutionnel —, trésorier du complet et directeur de l'autobaptisée Junta Central Revolucionaria (« Comité central révolutionnaire ») rassemblant des membres des anciens partis dynastiques.
La première réunion des conspirateurs eut lieu à Hendaye quelques jours après l'installation de Sánchez Guerra à Paris, rassemblant une vingtaine de personnes, parmi lesquelles des membres des partis du turno, dont certains anciens ministres et anciens présidents du gouvernement, ainsi que des membres l'opposition réformiste et républicaine, comme Joaquín Sánchez de Toca, le comte de Romanones, Manuel García Prieto., Melquiades Álvarez, Alejandro Lerroux, Vicente Blasco Ibáñez et Santiago Alba Bonifaz.
L'intention de Sánchez Guerra et Villanueva était, en principe, de restaurer la Constitution de 1876 et de former un nouveau gouvernement, qui pourrait être présidé par un général, probablement Dámaso Berenguer, chef de la maison militaire d'Alphonse XIII. Selon l'historien Eduardo González Calleja, le choix de Berenguer « peut être comprise comme une indication de la connivence plus que probable du roi, dont les divergences avec le dictateur, notoires depuis longtemps, s'étaient accentuées après le franchissement du Rubicon que supposait la formation du Directoire civil, la constitution de l'Union patriotique comme parti de gouvernement et les premiers pas pour l'implantation d'un nouveau système parlementaire et constitutionnel ». Toutefois, l'objectif du coup d'Etat fut finalement la convocation de Cortes constituantes, assurant ainsi le soutien des partis républicains. Sánchez Guerra attira également les partis nationalistes catalans via Lluís Companys, qui lança le Comité révolutionnaire de Catalogne, intégrant aussi les CNTistes. Pendant ce temps, le général Aguilera cherchait un soutien militaire, notamment parmi les artilleurs, en raison de leur confrontation avec le dictateur. Le soutien le plus précieux qu'il obtint fut celui du capitaine général de Valence, Alberto Castro Girona.
Le 14 janvier 1929, l'accord est signé pour établir un Comité révolutionnaire composé de trois membres : un militaire (probablement le général Eduardo López Ochoa), un monarchiste (Sánchez Guerra lui-même) et un républicain (Alejandro Lerroux, proposé par Santiago Alba). Un nouvel élément de grande importance fut introduit dans le programme politique de la plate-forme : la convocation de l'assemblée constituante devrait être précédée du départ d'Espagne d'Alphonse XIII et un référendum serait organisé pour décider de la nature du régime, monarchie ou république. À partir du 25 janvier, plusieurs délégués du comité parcourent toute l'Espagne pour informer les unités militaires participant à la conspiration — 21 régiments d'artillerie et plusieurs autres d'infanterie et d'aviation — de la date et de l'heure convenues pour le soulèvement : entre deux et six heures du matin, le dimanche 29 janvier.

## Déroulement
Le plan élaboré prévoyait que le coup d'État commencerait à Valence où Sánchez Guerra débarquerait dans l'après-midi du 28 janvier 1929, avant de se mettre en contact avec le capitaine général de la région militaire. Une grève générale insurrectionnelle serait immédiatement proclamée et les unités militaires engagées se soulèveraient. Celles de Madrid auraient pour mission d'arrêter le roi et Primo de Rivera. Alfonse XIII serait expulsé du pays et le gouvernement provisoire, présidé à Valence par Sánchez Guerra, convoquerait des élections à Cortes constituantes.
Le plan commença à capoter lorsque Sánchez Guerra débarqua au port de Valence vingt-quatre heures après la date convenue en raison d'intempéries. Lorsqu'il arriva au bureau du capitaine général vers dix heures du soir, le général Castro Girona l'informa que les projets devaient être avortés parce que le gouvernement contrôlait la situation. Au petit matin du jour suivant, Sánchez Guerra s'adressa au  5e régiment d'Artillerie à qu'il informa que, étant donné les circonstances et les nouvelles reçues, il était inutile de lancer le soulèvement, bien que des exemplaires du manifeste Au peuple espagnol, à l'armée et à la marine portant sa signature et se terminant par « À bas la dictature ! À bas la monarchie absolue ! Vive la souveraineté nationale ! Vive l’Armée unie et digne ! » aient été distribués.
Le renoncement à Valence découragea les soulèvements ailleurs dans le pays. À Murcie, le général Queipo de Llano, qui avait quitté Madrid pour y diriger le coup d'État, dut rebrousser chemin en raison du refus du régiment d'artillerie de se soulever. Il en fut de même à Barcelone, où, alors que la grève générale prévue n'avait pas été déclenchée, les officiers putschistes décidèrent de ne pas faire sortir leurs troupes dans la rue, et ce malgré les récriminations du général López Ochoa qui avait quitté Paris, où il résidait depuis septembre 1928, pour diriger le mouvement dans toute la Catalogne. Le général López de Ochoa relata ainsi ces événements un an plus tard : « Je leur ai reproché en des termes très durs leur lâcheté et leur manque de décision, leur rappelant que non par camaraderie, mais par dignité, honte, égoïsme et pour leur propre commodité, je les croyais obligés de sortir. Que j'étais suis prêt à prendre leur tête avec une seule unité ».
L'unique exception fut le régiment d'artillerie de Ciudad Real, qui se révolta à six heures et demie du matin le 29 janvier et occupa les points stratégiques de la ville et de ses environs. À neuf heures du matin, le gouvernement en fut informé et ordonna immédiatement aux avions de survoler la ville pour larguer des tracts adressés aux habitants et aux militaires de la garnison leur enjoignant de se rendre. Les artilleurs ne le firent pas immédiatement car, les communications étant coupées, ils pensaient que le coup était en train de se répandre dans toute l'Espagne ; ce n'est qu'en fin d'après-midi ils réalisèrent qu'ils étaient seuls et commencèrent à évacuer les bâtiments occupés. Un des capitaines rapporte : « Nous savions que nous étions seuls. Nous avons échangé avec les garnisons de nombreuses villes engagées, et itous nous répondaient que le mouvement avait été reporté indéfiniment ».

## Répression
La réaction de Primo de Rivera à la tentative de coup d'État consista à accentuer le caractère répressif de sa dictature. Le général Sanjurjo, chef de la Garde civile, fut envoyé à Valence investi des pleins pouvoirs pour rétablir l'ordre. Un décret donnant au gouvernement le pouvoir de licencier, d'exiler ou de suspendre les salaires de tout fonctionnaire ayant exprimé son hostilité envers le régime fut approuvé. En outre, tous les journaux du pays furent contraints de mettre un sixième de leur contenu à disposition du gouvernement. Les centres culturels et sociaux où se réunissaient les groupes d’opposition à la dictature furent également. D'autre part, pour conjurer les mauvaises idées, les officiers et les soldats de l'armée furent contraints d'assister à des conférences spéciales sur la discipline militaire dans lesquelles leur était expliqué le « devoir suprême de ne jamais mêler le nom du pays à des actions séditieuses de nature politique ». Enfin, Primo de Rivera décréta la dissolution totale du Corps d'artillerie, arguant qu'il abritait des « germes de bolchevisme » et qu'il avait causé à la nation un « tort difficilement réparable », décision qui provoqua un nouvel affrontement avec le roi, partisan de grâcier les soldats insurgés.

### Les cours martiales et leurs conséquences
Les artilleurs de Ciudad Real furent présentés à une cour martiale. Cependant, comme le remarque Eduardo González Calleja, il était « évident que l'armée commençait à retirer son soutien à Primo, puisque les votes particuliers de certains membres faisaient pression pour le capitaine général de la Première région (le général Navarro) fît preuve de clémence. L'affaire fut portée devant le Conseil suprême de guerre et de marine, qui annula les peines de mort et d'emprisonnement à perpétuité et réduisit les autres peines ». Le jugement du Conseil suprême, rendu le 18 décembre 1929, condamnait les 37 chefs et officiers à des peines comprises entre un et douze ans de prison et le colonel du régiment Joaquín Paz Faraldo à vingt ans de prison ».
Sánchez Guerra fut également présenté à un tribunal militaire le 28 octobre 1929 mais il fut acquitté, ce qui, selon González Calleja, « confirma le caractère licite d'un acte de résistance contre un régime illégitime dans son origine et son exercice, et fut interprété par l'opinion comme un acte évident de censure de la part de l'Armée de Primo ». Pour Shlomo Ben-Ami : « Le procès dans lequel Sánchez Guerra fut acquitté par une cour martiale, composée de six généraux, équivalait à la reconnaissance du fait que la rébellion contre un gouvernement anticonstitutionnel n'était pas punissable. Que ce verdict soit rendu par un tribunal militaire était de mauvais augure pour le dictateur ». Selon le même auteur, l'arrestation et le procès de Sánchez Guerra « ébranlèrent les fondements mêmes de la dictature et du trône » ; « Sánchez Guerra a pu infliger un coup sérieux au régime, non tant comme chef d'une rébellion farfelue que comme martyr de la lutte contre l'absolutisme ». « Pauvre chancelier de fer, ton sort est jeté », disait un tract clandestin distribué après l'arrestation de Sánchez Guerra. En outre, l'épisode fit comprendre au roi que « s'il ne se débarrassait pas du dictateur, l'érosion de la position de la monarchie, même dans les zones traditionnellement loyales, deviendrait un phénomène irréversible ». Quelques jours après sa chute, Primo de Rivera lui-même affirma que les conseils de guere lui avaient donné le sentiment que l'Armée, jusque-là soutien de la dictature, s'en éloignait, ce qui impressionna le roi et le convainquit lui-même que la dictature touchait à sa fin.
Selon l'historien Eduardo González Calleja : 

« Le mouvement de Sánchez Guerra avait marqué le début de la fin de la Monarchie, en accélérant la défection des partis historiques et en attirant vers le camp antidynastique des hommes clés dans une hypothétique normalisation politique, comme Villanueva, Álvarez, Bergamín, Burgos y Mazo ou Alba. À partir de l'échec de cette nouvelle proposition insurrectionnelle de dépassement de la Dictature, le débat constituant s'étendait d'une façon irrémédiable, pas seulement au titulaire du trône, mais à la viabilité du régime monarchique dans son ensemble. »